# Daryl Sabara
Daryl Christopher Sabara, född 14 juni 1992, är en amerikansk skådespelare.
I december 2018 gifte sig Sabara med sångerskan Meghan Trainor.

## Filmografi i urval
- 2001 – Spy Kids
- 2002 – Spy Kids 2 – De förlorade drömmarnas ö
- 2003 – Spy Kids 3-D: Game Over
- 2003 – Hitta Nemo (röst)
- 2004 – Polarexpressen (röst)
- 2004–2005 – Father of the Pride (TV-serie)
- 2006 – Keeping Up with the Steins
- 2007 – Normal Adolescent Behavior
- 2007 – Halloween
- 2007–2009 – Magi på Waverly Place (TV-serie)
- 2009 – World's Greatest Dad
- 2009 – En julsaga (röst)
- 2010 – Machete
- 2011 – Spy Kids 4D
- 2012 – John Carter
- 2013 – After the Dark
- 2013 – The Green Inferno
- 2014 – Teen Lust